# Acton and Old Felton
Acton and Old Felton var en civil parish 1866–1955 när det uppgick i Felton, i grevskapet Northumberland i England. Civil parish var belägen 16 km från Morpeth och hade 57 invånare år 1951.